# 526
| 526                |
| ------------------ |
| Dødsfald - Fødsler |
|                    |

| Gregoriansk kalender | 526 DXXVI               |
| Ab urbe condita      | 1279                    |
| Armensk kalender     | I/T                     |
| Kinesiske kalender   | 3222 – 3223 乙巳 – 丙午 |
| Etiopisk kalender    | 518 – 519               |
| Jødisk kalender      | 4286 – 4287             |
| Hindukalendere       |                         |
| - Vikram Samvat      | 581 – 582               |
| - Shaka Samvat       | 448 – 449               |
| - Kali Yuga          | 3627 – 3628             |
| Iransk kalender      | 96 BP – 95 BP           |
| Islamisk kalender    | 99 BH – 98 BH           |

Se også 526 (tal)

## Begivenheder
- 20. maj - et jordskælv dræber omkring 300.000 mennesker i Syrien og Antiokia

## Født
- Alboin, langobardernes konge

## Dødsfald
- 20. maj - Pave Johannes 1. (født 470)
- Theoderik den Store, konge af Italien